# السملاوية
السملاوية إحدى قرى مركز زفتى التابع لمحافظة الغربية بجمهورية مصر العربية. أصلها من توابع قرية نهطاي حتى فصلت عنها سنة 1228 هـ، سميت القرية باسمها هذا بسبب نسبة أهلها إلى قرية سملا.

## السكان
بلغ عدد سكان السملاوية 4177 نسمة حسب تقدير عام 2018.
| السنة  | 1882 | 1897 | 1907 | 1927 | 1947 | 1960 | 1976 | 1986 | 1996 | 2006  | 2018 |
| ------ | ---- | ---- | ---- | ---- | ---- | ---- | ---- | ---- | ---- | ----- | ---- |
| القرية | 970  | 1274 | 1456 | 1450 | 1297 | 1751 | 2255 | 2713 | 3102 | 3,626 | 4177 |